# Starominsky (huyện)
Huyện Starominsky (tiếng Nga: ? райо́н) là một huyện hành chính tự quản (raion), của Vùng Krasnodar, Nga. Huyện có diện tích 1050 km², dân số thời điểm ngày 1 tháng 1 năm 2000 là 41200 người. Trung tâm của huyện đóng ở Stanitsa Starominskaya.